# Dalmannia stigma
Dalmannia stigma är en tvåvingeart som beskrevs av Robineau-desvoidy 1830. Dalmannia stigma ingår i släktet Dalmannia och familjen stekelflugor.
Artens utbredningsområde är Tyskland. Inga underarter finns listade i Catalogue of Life.